# Bardenas Reales

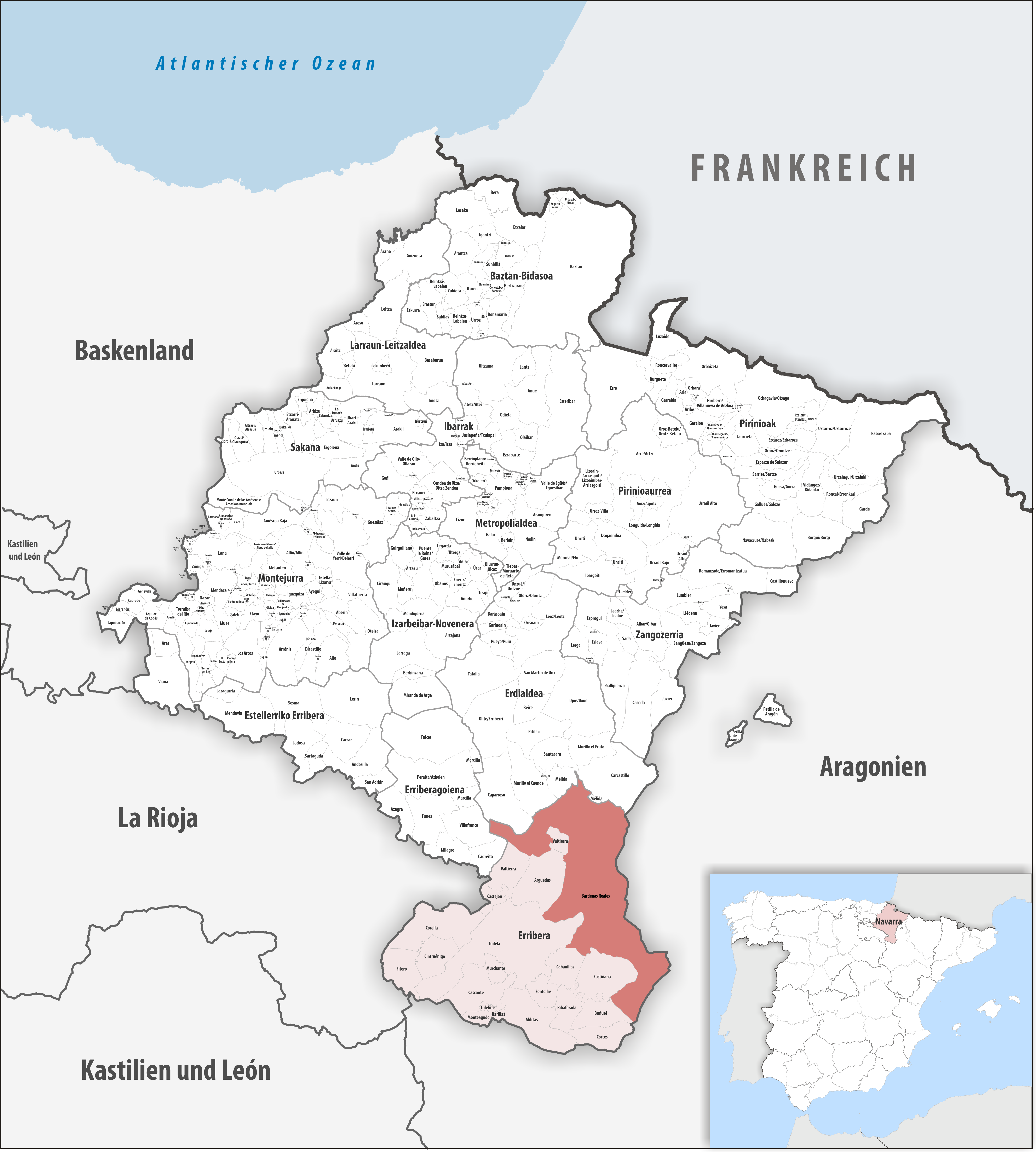
Die Lage Bardenas Reales in Navarra

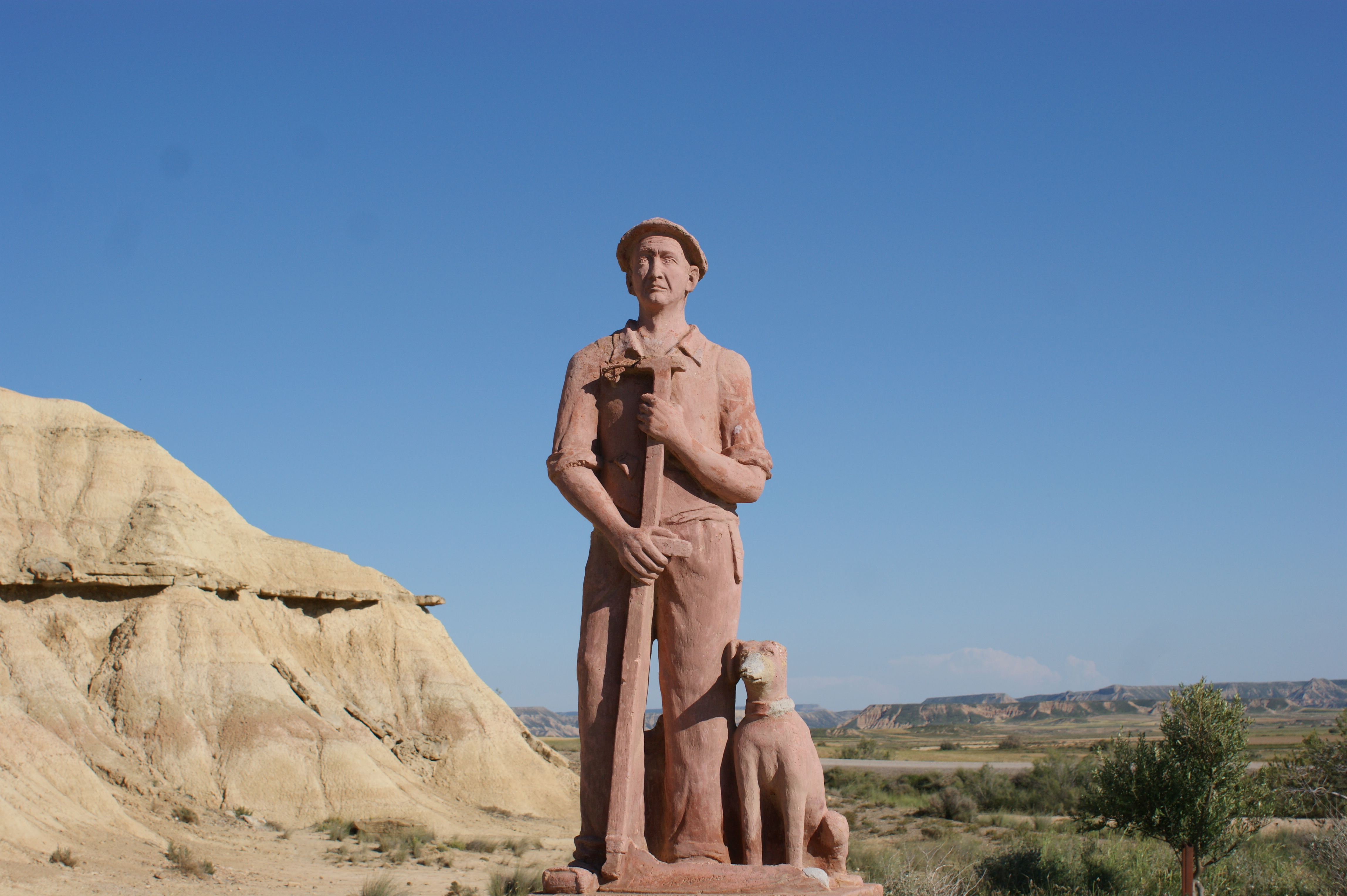
Denkmal

Bardenas Reales [baɾˈðenaz reˈales] ist eine Halbwüste im Süden der spanischen autonomen Gemeinschaft Navarra, die eine Fläche von 415 km² umfasst.
Der größte Teil der Bardenas Reales ist seit 1999 als Naturpark geschützt. Am 7. November 2000 wurden die Bardenas Reales von der UNESCO zum Biosphärenreservat erklärt.
Charakteristisch für die Bardenas Reales ist die bizarre Landschaft, die zu einem großen Teil aus ockerfarbenem Lehm besteht. Dieser Lehm ist das Sediment eines urzeitlichen Meeres, welches durch die tektonische Hebung der Iberischen Platte nach und nach verlandete. Die Sedimentschichten der Bardenas Reales de Navarra sind jedoch nicht homogen aus Lehm, sondern bestehen teilweise auch aus härteren Sandstein- und Kalksteinschichten. Durch den Abfluss von Wasser aus den Pyrenäen in das Mittelmeer erodierten die Sedimentschichten unterschiedlich und es bildeten sich die für die Bardenas typischen Barrancos (ausgetrocknete Flussbetten) und bizarre Bergformen heraus. Beispiele hierfür sind der bekannte Castil de Tierra oder der Barranco Grande. Die Bardenas sind letztlich ein Produkt des Urstromtals des Ebro.
Das Gebiet der Bardenas Reales ist auf vielen ausgewiesenen Wegen befahrbar. Es sind jedoch meist nur grob befestigte Schotterwege. Das Verlassen der Wege mit dem Fahrzeug ist untersagt. Auch das Abbrechen der trockenen Erde ist im Biosphärenreservat verboten.
Der Eingang zum Naturpark befindet sich im Örtchen Arguedas nördlich von Tudela. Von der örtlichen Tankstelle bis zum Centro de Información Turística de Bardenas Reales sind es auf dem Camino las Bardenas Reales ca. 5 km. Ein Rundweg von ca. 15 km beginnt und endet hier. Er darf auch mit Kraftfahrzeugen befahren werden.
Die Bardenas Reales sind ein gemeindefreies Gebiet. Nutzungsberechtigte sind mehrere benachbarte Gemeinden, das Kloster La Oliva und die Gemeinden zweier Pyrenäentäler, die zu diesem Zweck zur Comunidad de Bardenas Reales de Navarra zusammengefasst sind.

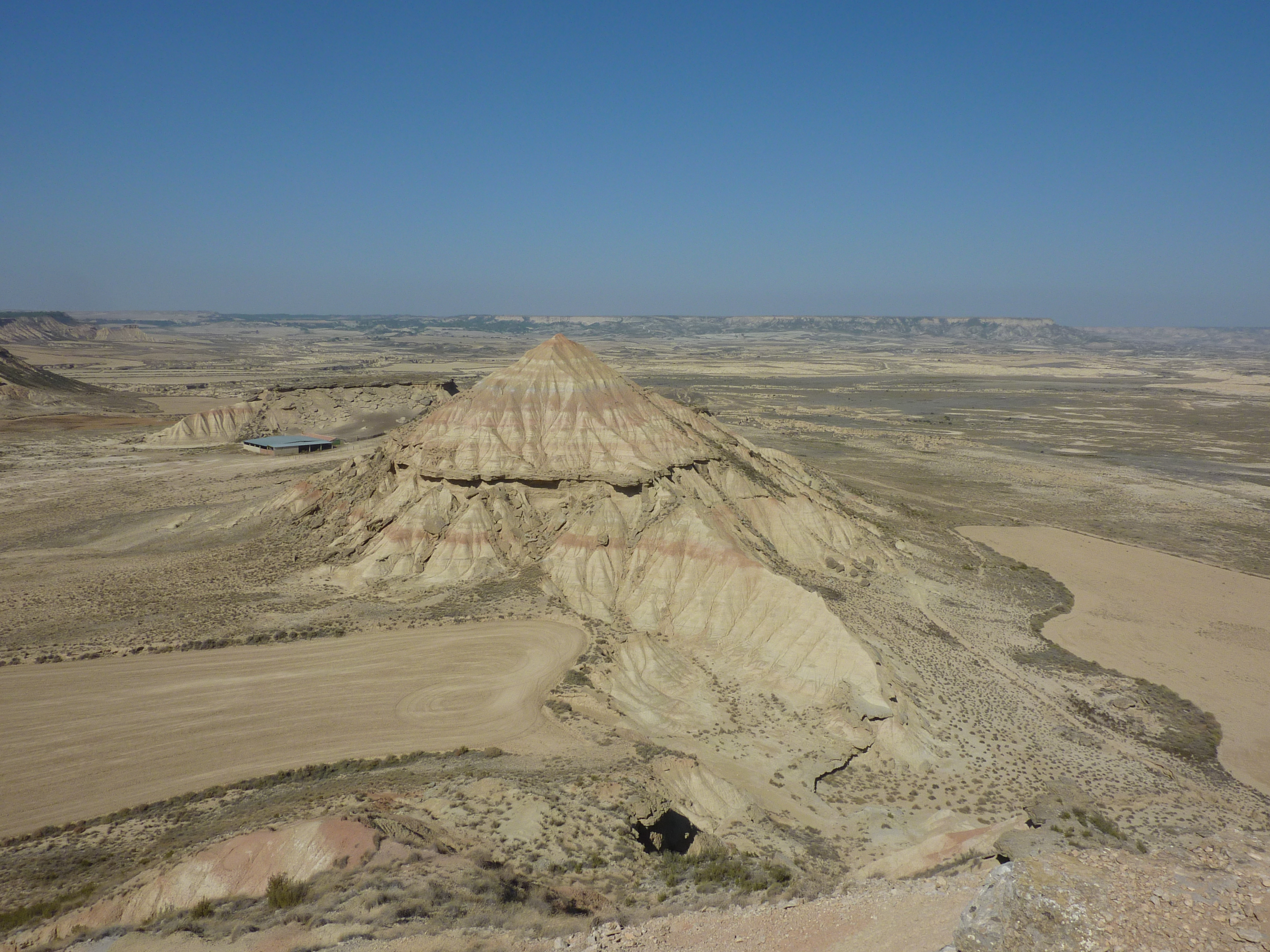
Bardena Blanca
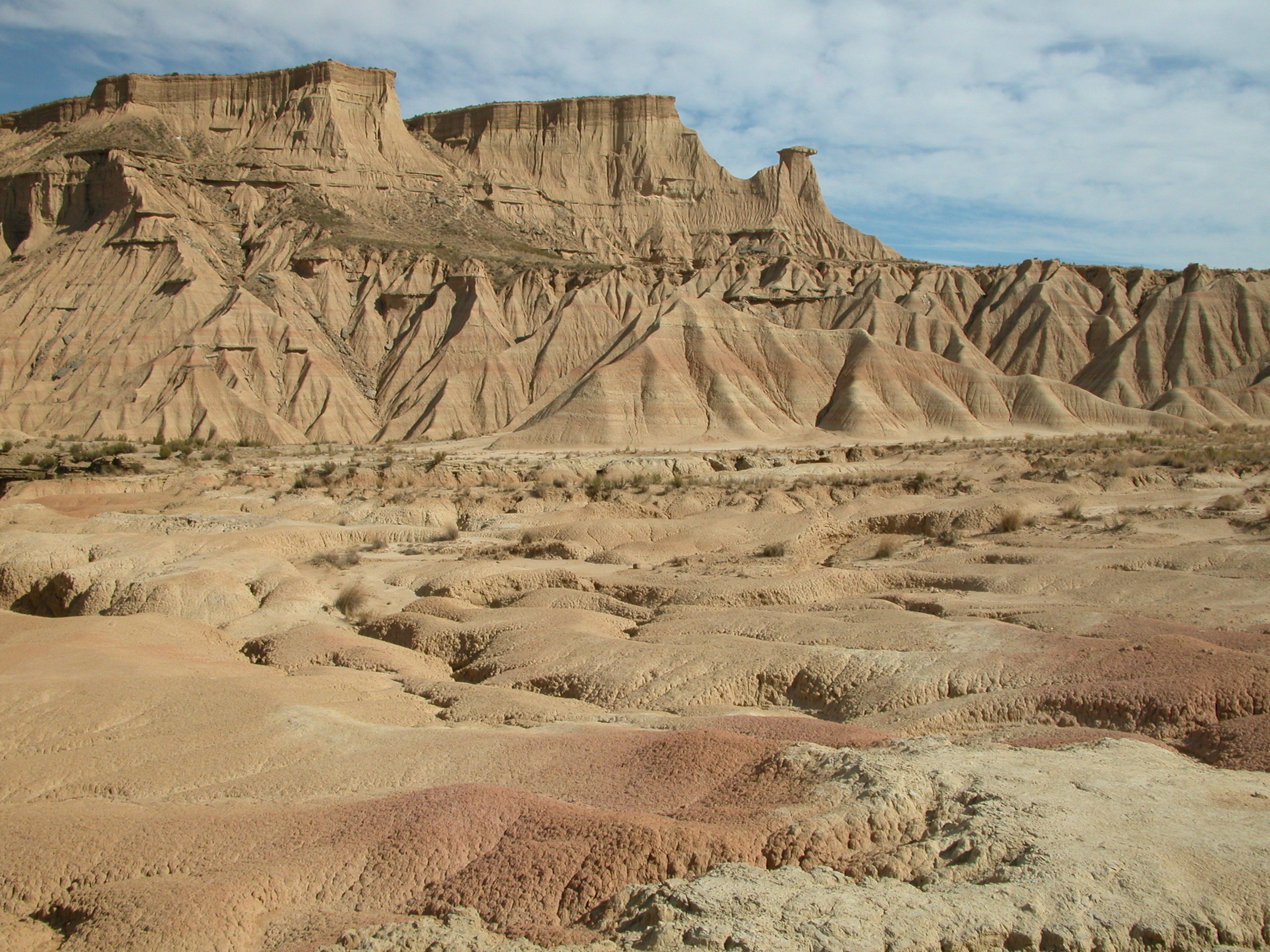
Pisquerra-Gebirge
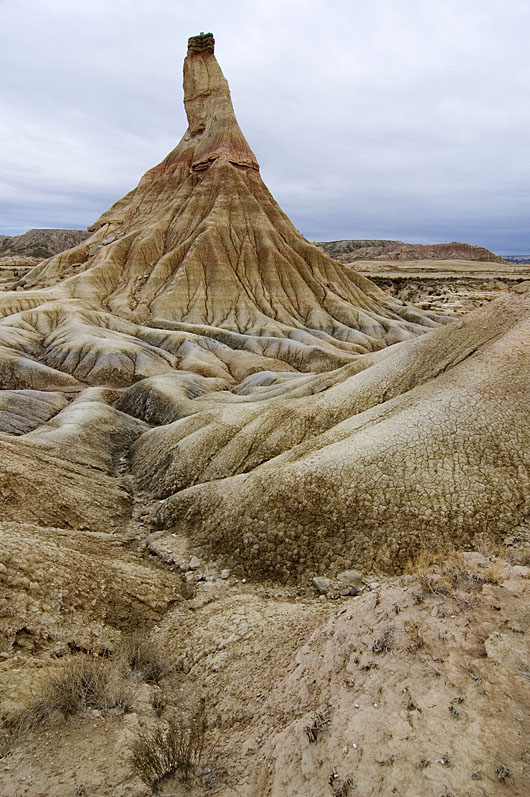
Castil de Tierra
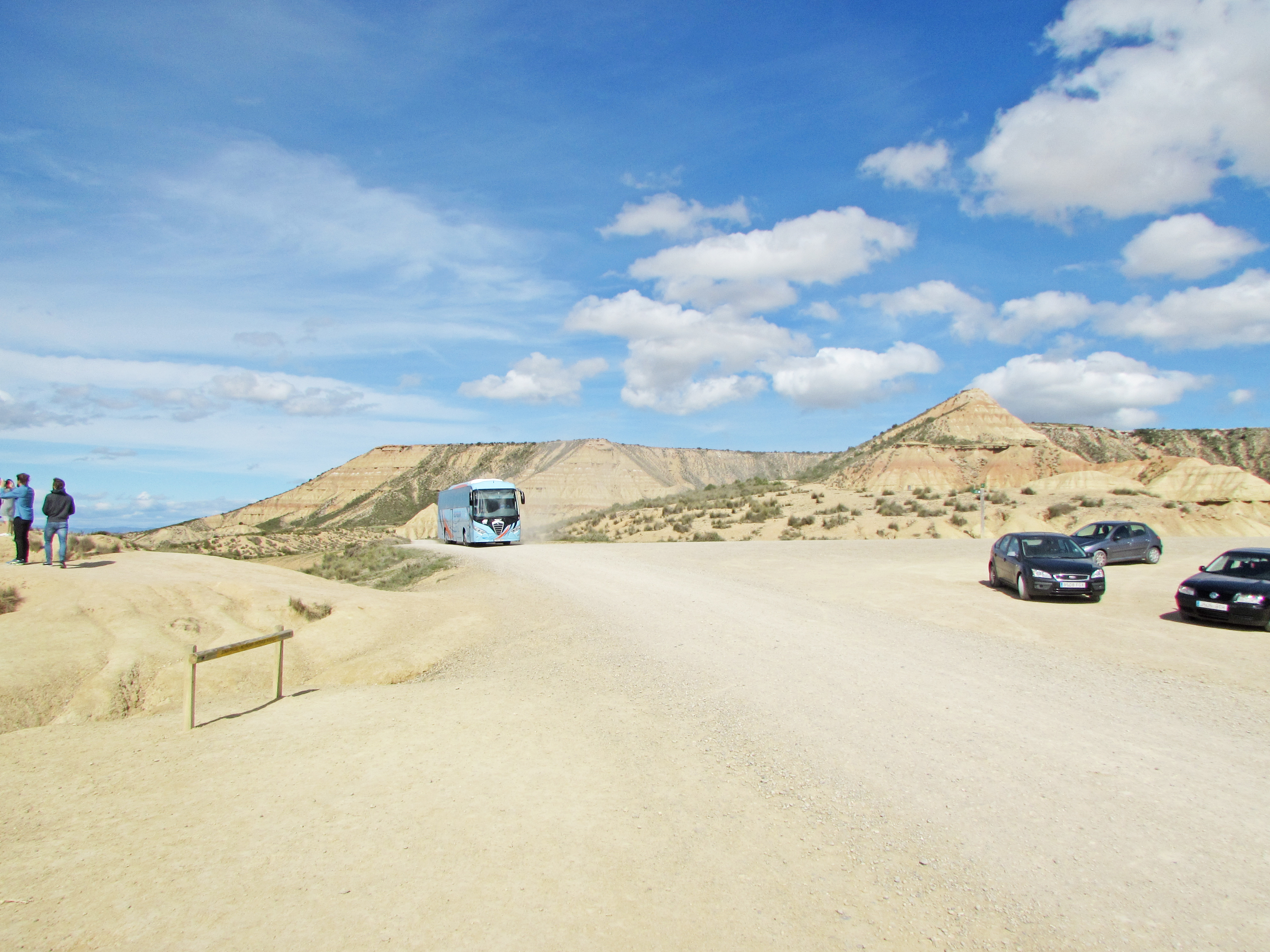
Viel Verkehr am Castil de Tierra
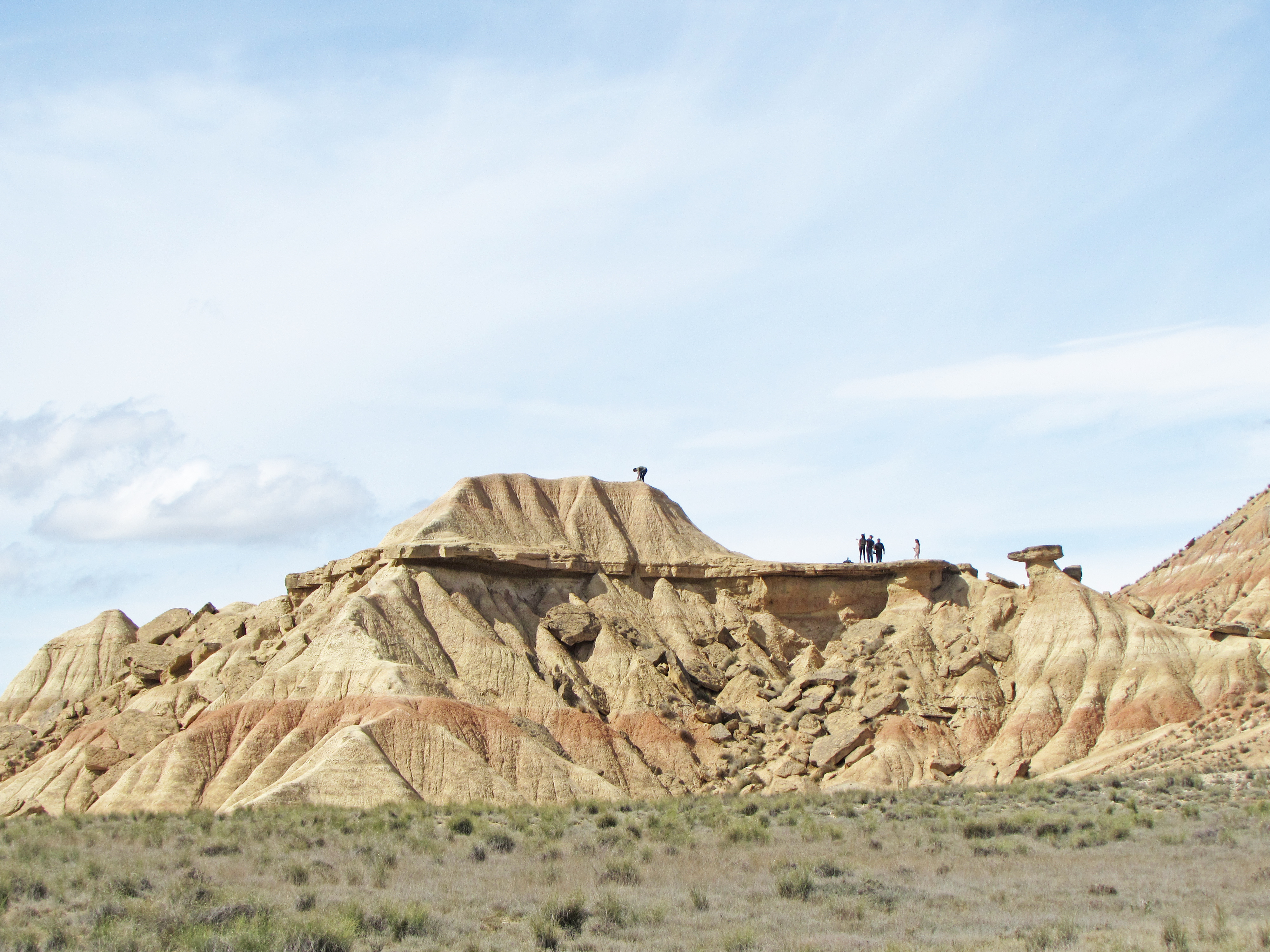
Wie bei Erdpyramiden mindert ein Deckstein die Erosion